# Apatania chokaiensis
Apatania chokaiensis is een schietmot uit de familie Apataniidae. De soort komt voor in het Palearctisch gebied.